# Crepidomanes melanotrichum
Crepidomanes melanotrichum là một loài dương xỉ trong họ Hymenophyllaceae. Loài này được Schltdl. J.P. Roux mô tả khoa học đầu tiên năm 2001.